# Keulaer Tiergarten
Koordinaten: 51° 30′ 30″ N, 14° 41′ 9″ O

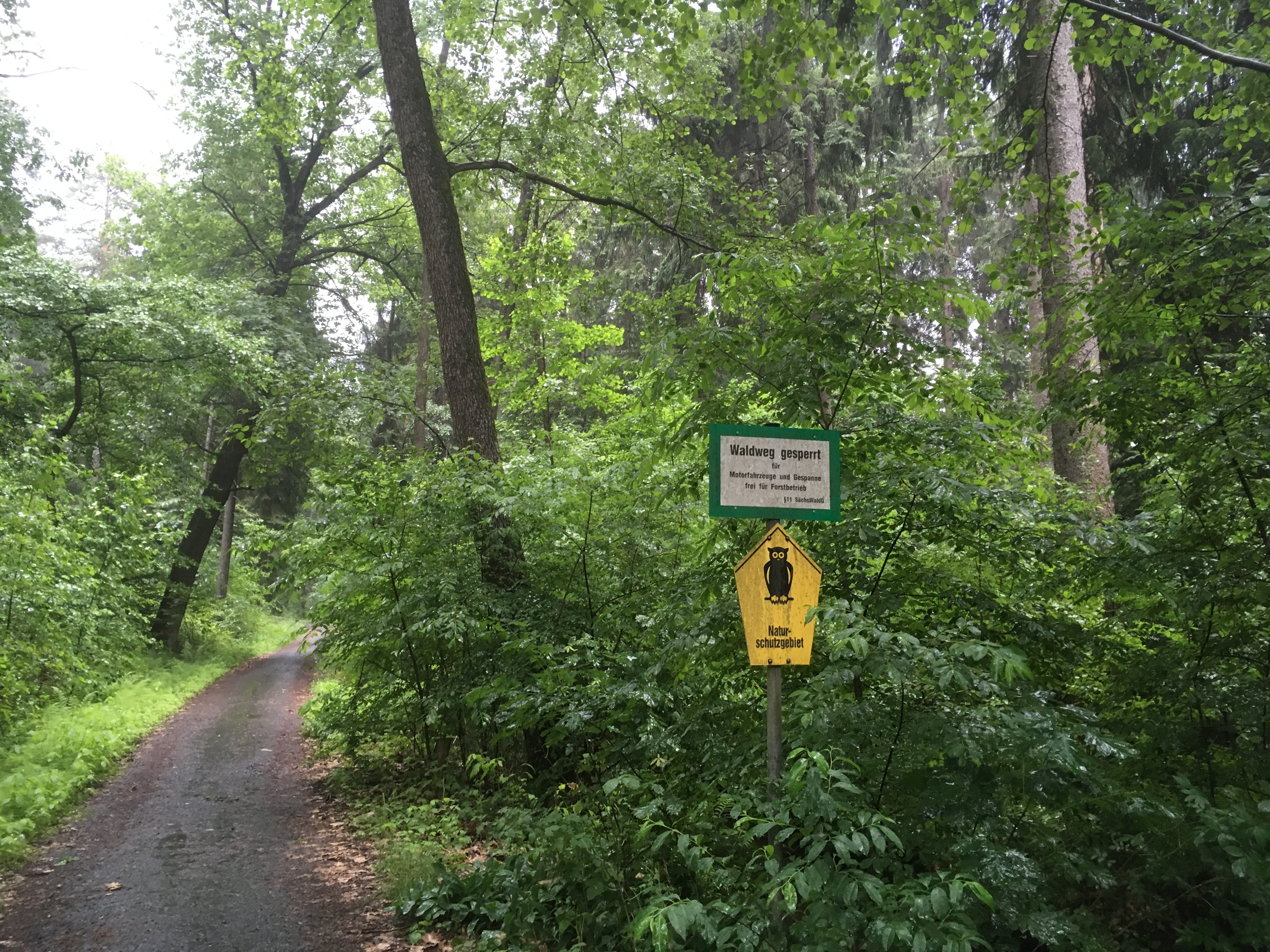
Naturschutzgebiet Keulaer Tiergarten (Juni 2019)

Das Naturschutzgebiet Keulaer Tiergarten liegt im Landkreis Görlitz in Sachsen. Es erstreckt sich südwestlich von Keula. Östlich des Gebietes verläuft die B 115, südlich die S 126 und nordwestlich die B 156. Durch das Gebiet fließt der Braunsteichgraben. Südöstlich erstreckt sich das 74,0 ha große Naturschutzgebiet (NSG) Hammerlugk und südwestlich das 124,0 ha große NSG Südbereich Braunsteich.

## Bedeutung
Das rund 32,6 ha große Gebiet mit der NSG-Nr. D 81 wurde im Jahr 1987 unter Naturschutz gestellt.